# Gewoon vilthoedje
Het gewoon vilthoedje (Ripartites tricholoma) is een schimmel behorend tot het geslacht Ripartites. Hij groeit saprotroof in humus en grof strooisel van loofbossen en naaldbossen op zand of klei.

## Kenmerken
Deze schimmel doet denken aan een Clitocybe, maar de sporenprint is lichtbruin in plaats van wit, en als hij jong is, is de hoedrand omgeven door stekelachtige haartjes, die snel verdwijnen. De hoed is convex en witachtig met een diameter tot 7 cm. De lamellen zijn gebroken wit en lopen enigszins af langs de bruinachtige steel, die vers een witte glazuur ("pruina") heeft. Het vruchtvlees heeft een milde smaak en de geur is niet onderscheidend. De ruwweg bolvormige sporen zijn wratachtig en ongeveer 5 × 4 µm groot.

## Verspreiding
Het gewoon vilthoedje komt voor in Noord-Amerika en Europa en is ook waargenomen in Costa Rica.

## Taxonomie
Ripartites tricholoma werd voor het eerst wetenschappelijk beschreven als Agaricus tricholoma door Johannes Baptista von Albertini en Lewis David de Schweinitz in 1805, en later door Petter Adolf Karsten in 1879 overgebracht naar het geslacht Ripartites. 